# Luiz Aguiar
Luiz Gonzaga de Aguiar (Belo Horizonte, 1935 - 21 de março de 2014) foi um maestro brasileiro, especialista na obra do compositor Carlos Gomes.

## Biografia
Filho de italianos, aprendeu a falar a língua portuguesa aos oito anos de idade, sendo que em sua casa, até mesmo após a morte dos pais, só se comunicava na língua italiana. Desde muito cedo manifestava desejo de seguir carreira artística, e chegou a fazer aulas de balé e piano. Ingressou na faculdade de medicina, cedendo ao anseio familiar, até ser contemplado em um programa de intercâmbio para estudar música na Itália. Passados dois anos, retornou ao Brasil, abandonou o curso de medicina e aprofundou seus estudos musicais.
Sua estréia nos palcos ocorreu na ópera O Sertão de Fernand Jouteux, em 29 de novembro de 1954, no Teatro Francisco Nunes, com a Orquestra da Polícia Militar de Minas Gerais, sob a direção de Hostílio Soares. Posteriormente tornou-se o primeiro regente do Coral Lírico de Minas Gerais, ligado ao Palácio das Artes, onde era extremamente atuante.
Apaixonado por ópera, especializou-se no gênero, editando várias peças da autoria de Carlos Gomes. Além disso, atuou como organizador do acervo do compositor, traduzindo inúmeras de suas correspondências do tempo em que vivia na Itália.
Sua atuação como arranjador e regente de corais o fez percorrer diversas cidades do Brasil e dos Estados Unidos. Um de seus principais trabalhos nessa área foi com o Coral Espírita Irmã Scheilla, de Belo Horizonte, no qual esteve na direção por mais de 20 anos e que gravou CD's e LP's. 
Em 2010 foi diagnosticado com cirrose, e faleceu em 21 de março de 2014 por falência múltipla dos órgãos.